# Qualificazioni al campionato europeo maschile under 21 di calcio 2017 - Gruppo 8

## Classifica
| Squadra     | P.ti | G | V | N | P | F  | S  | DR  |
| ----------- | ---- | - | - | - | - | -- | -- | --- |
| Slovacchia  | 19   | 8 | 6 | 1 | 1 | 21 | 6  | +15 |
| Paesi Bassi | 14   | 8 | 4 | 2 | 2 | 15 | 10 | +5  |
| Turchia     | 11   | 8 | 3 | 2 | 3 | 7  | 8  | -1  |
| Bielorussia | 8    | 8 | 2 | 2 | 4 | 7  | 11 | -4  |
| Cipro       | 4    | 8 | 1 | 1 | 6 | 4  | 19 | -15 |

## Risultati
| Arbitro: | Thorvaldur Árnason |

|                                         |           |  |
| Hateboer 4’ Janssen 23’, 66’ Bazoer 53’ | Marcatori |  |

| Arbitro: | Danilo Grujić |

|             |           |  |
| Jarocki 39’ | Marcatori |  |

| Arbitro: | Davide Massa |

|  |           |             |
|  | Marcatori | 35’ Boëtius |

| Arbitro: | Ville Nevalainen |

|                        |           |  |
| Mihalík 62’ Zreľák 70’ | Marcatori |  |

| Arbitro: | Rob Rogers |

|  |           |                       |
|  | Marcatori | 27’ Şahin 79’ Karaman |

| Arbitro: | Eitan Shmuelevitz |

|             |           |                                  |
| Janssen 16’ | Marcatori | 44’ Chrien 64’ Škriniar 69’ Bero |

| Arbitro: | Nikola Dabanović |

|  |           |              |
|  | Marcatori | 84’ Klimovič |

| Arbitro: | Jonathan Lardot |

|  |           |                                                |
|  | Marcatori | 33’ Başaçikoğlu 53’ Ayhan 67’ (aut.) Mouktarīs |

| Arbitro: | Anatolii Zhabchenko |

|             |           |  |
| Janssen 25’ | Marcatori |  |

| Arbitro: | Roomer Tarajev |

|                           |           |                        |
| Rassadkin 10’ Savicki 48’ | Marcatori | 6’ Antoniou 42’ Makrīs |

| Arbitro: | Sandro Schärer |

|                                                |           |                  |
| Mihalík 50’ Rusnák 64’ Chrien 83’ Zreľák 90+4’ | Marcatori | 16’, 23’ Janssen |

| Arbitro: | Tiago Martins |

|                                                    |           |  |
| Zreľák 10’, 79’ (rig.), 85’ Rusnák 23’ Mihalík 75’ | Marcatori |  |

| Arbitro: | Mitja Žganec |

|  |           |               |
|  | Marcatori | 22’ Katelarīs |

| Arbitro: | Aliyar Aghayev |

|                         |           |                            |
| Savicki 18’ (rig.), 76’ | Marcatori | 68’ El Ghazi 78’ Luckassen |

| Arbitro: | Vitali Meshkov |

|  |           |                               |
|  | Marcatori | 1’ Chrien 58’ Bero 72’ Rusnák |

| Arbitro: | Kevin Clancy |

|                      |           |  |
| Oğulcan Çağlayan 30’ | Marcatori |  |

| Alkmaar 6 ottobre 2016 | Paesi Bassi             | 0 – 0 referto | Turchia | AZ Stadion\| Arbitro: \| Carlos del Cerro Grande \| |
| Arbitro:               | Carlos del Cerro Grande |               |         |                                                     |

| Arbitro: | Alexandre Boucaut |

|                                |           |               |
| Šafranko 36’, 61’ Chrien 90+1’ | Marcatori | 72’ Jablonski |

| Arbitro: | Danilo Grujić |

|             |           |                                              |
| Ioannou 20’ | Marcatori | 17’ van de Beek 41’, 66’ Bergwijn 57’ Bazoer |

| Arbitro: | Radu Petrescu |

|                   |           |                    |
| Hruška 44’ (aut.) | Marcatori | 70’ (rig.) Lobotka |